# Cambalida
Genre
Cambalida est un genre d'araignées aranéomorphes de la famille des Corinnidae.

## Distribution
Les espèces de ce genre se rencontrent en Afrique subsaharienne et en Inde.

## Liste des espèces
Selon World Spider Catalog (version 21.5, 06/01/2021) :
- Cambalida compressa Haddad, 2012
- Cambalida coriacea Simon, 1909
- Cambalida deminuta (Simon, 1909)
- Cambalida deorsa Murthappa, Prajapati, Sankaran & Sebastian, 2016
- Cambalida dhupgadensis Bodkhe, Uniyal & Kamble, 2016
- Cambalida dippenaarae Haddad, 2012
- Cambalida fagei (Caporiacco, 1939)
- Cambalida flavipes (Gravely, 1931)
- Cambalida fulvipes (Simon, 1896)
- Cambalida griswoldi Haddad, 2012
- Cambalida kambakamensis (Gravely, 1931)
- Cambalida lineata Haddad, 2012
- Cambalida loricifera (Simon, 1886)
- Cambalida tuma Murthappa, Prajapati, Sankaran & Sebastian, 2016
- Cambalida unica Haddad, 2012

## Publication originale
- Simon, 1909 : « Arachnides recueillis par L. Fea sur la côte occidentale d'Afrique. 2e partie. » Annali del Museo Civico di Storia Naturale di Genova, vol. 44, p. 335-449 (texte intégral).